# Witton Park
Witton Park – wieś w Anglii, w hrabstwie Durham. Leży 16 km na południowy zachód od miasta Durham i 367 km na północ od Londynu.